# クボタン
クボタン（Kubotan）とは、在米日本人で空手家の窪田孝行が考案した護身用具である。
また、クボタンを使う護身術の術技体系のことクボタン護身術と呼ぶ。

## 概要
材質は強化プラスチック製で全長14センチメートル、直径1.6センチメートルの棒。
キーリングが付いていてキーホルダーとして使え、紹介写真のように鍵束の携行用具を装ってクボタン本体を腰のベルトに脇差しのように手挟んで携帯する。表面には鍵の束しか出ないので周囲に気づかれずに持ち運べ、軽くて短い棒状のため、不意に暴漢等に襲われた際にも迅速かつ円滑に脇から取り出して反撃できる。鍵の部分で相手に加えた打撃の威力が倍加する事に着目して考案、開発された極めて簡素で合理的な護身用具である。
元々は琉球空手で使われた「ヤワラ」という隠し武器に由来する。開発当初はペンテクニックと呼ばれていたが、後に考案者の名前の「クボタ」と「バトン（警棒）」を組み合わせて「クボタン」と呼ばれるようになった。
形状は単純だが、習熟すれば「打ち」「突き」「払い」「締め」等、護身に有効な技を繰り出すことができる。また、非常に簡単に使用法を習得できることと、秘匿携帯性に秀でていることが最大の特徴である。
ロサンゼルス市警が1977年に女性警官を対象に採用したのを嚆矢として、以後アメリカの一部の警察組織やFBIなどで逮捕術の一環としてクボタンを採用している。
日本では所持や携帯することで犯罪になる可能性がある。
アメリカでは警察官が使っているなどの理由で武器とみなされるため、空港や法廷などには持ち込むことが禁止されている。
なお、「クボタン」とは考案者の窪田孝行の登録商標であり、純正品には「Kubotan」の刻印が打たれている。他のメーカーも類似品を発売しているが、こちらは「クボタン」の名称が使えないため「ヤワラ」や「ヤワラスティック」、「ジュードースティック」、「コッポー（骨法）スティック」などの名称を使っている。
しかし、インターネットで検索を行うと純正品ではない物が「クボタン」の名称で通信販売されている例が多く見られる。
それら非正規品の一例を挙げれば
- 内部が中空になっており、3本程度の棒手裏剣状の金属スパイクを内蔵する物
- 点穴針的効果を狙ったと思われる先端を尖らせた物
- 純正品は強化プラスチック製なのに、素材がアルミ製の物

など、多くのバリエーションが違法に製造され、流通しているのが現状である。これらはいわゆる伸縮式警棒の総称として、本来はノーベル工業の登録商標の「特殊警棒」が使われているのと同様の現象である。